# 豐田Vellfire
豐田威尔法（英語：Toyota Vellfire；日语： Toyota Verufaia）是由日本豐田汽車所生產的一款高級多功能休旅車，自2008年以豐田埃尔法的兄弟車形式推出。Vellfire的運動式外型在廂型車界開創出一陣風潮，主打富裕家庭市場，现时可选2.5升直列四缸引擎及3.5升V6引擎，另有油電混合車版本。
威尔法大致上與豐田埃尔法的豪華配置相同，第二排座椅可選擇三人標準椅或是兩人電動椅，超音波雷達防撞安全系統为标准配置，设有前座的主動頭枕及方向盤輔助穩定控制S-VSC、竹纖維揚聲器、後座LCD屏幕、濕度感測器、後座獨立控制空調，另還有7個安全氣囊。

## 第三代（2023年）

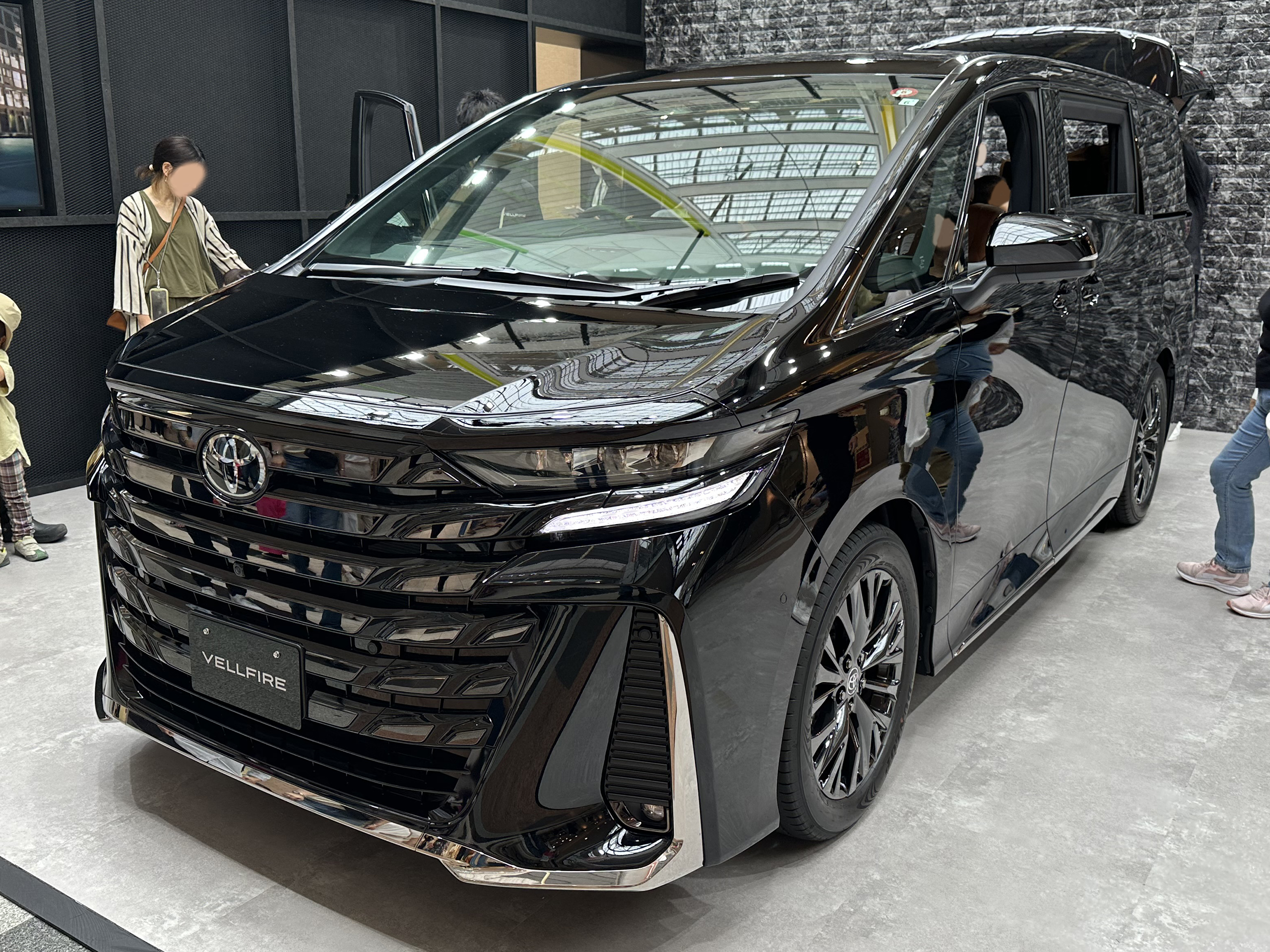
豐田第三代Vellfire

第三代Vellfire尚未發布時，其雙生車型—第二代雷克萨斯LM於2023年4月18日在上海国际汽车工业博览会上亮相，並首度於日本和歐洲發售。引擎為2.5升直列四缸自然進氣（代号A25A-FXS）和2.4升直列四缸渦輪增壓（代号T24A-FTS），均屬於混合動力，搭載Direct4電動四輪驅動。

## 銷售地区
原只在日本國內販售，而在其他同樣為左側通行道路的東南亞地區（如新加坡，馬來西亞，印尼和泰國等）亦有以平衡進口方式販售。在港澳、中国大陆也有发行。 香港的官方代理商為皇冠車行。

### 圖集

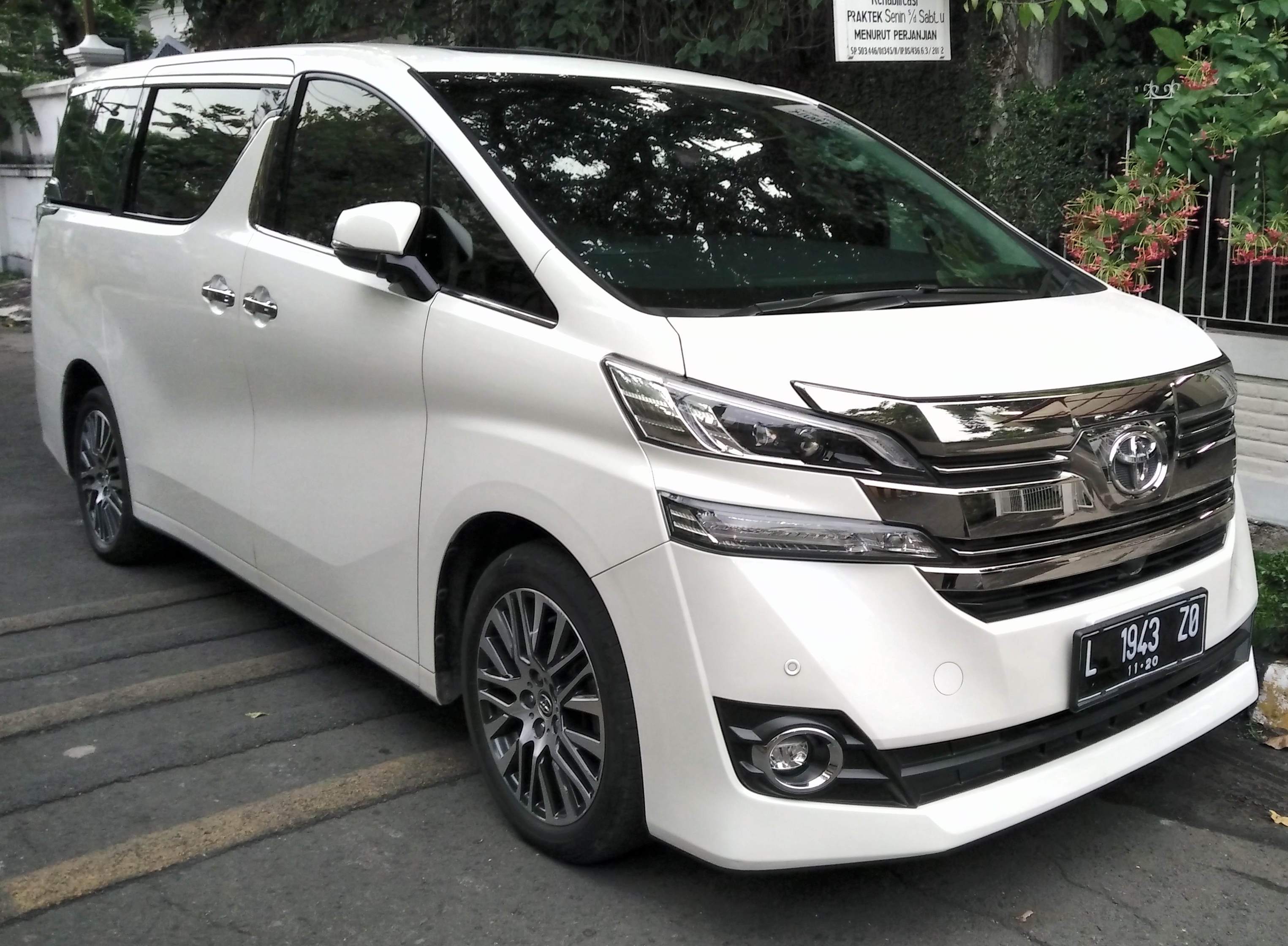
2.5 G车型 (2015年款式，印尼，前)
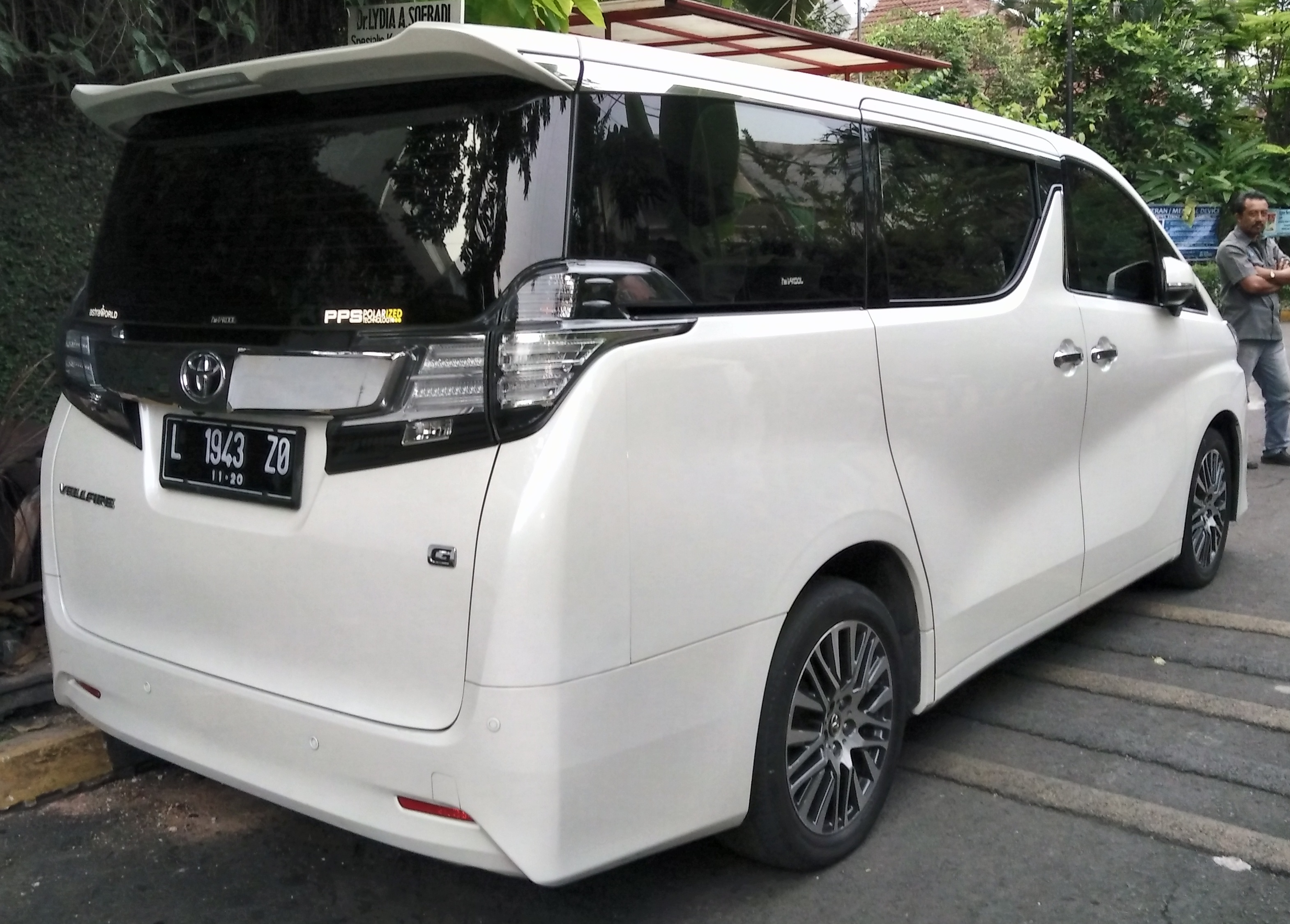
2.5 G车型 (2015年款式，印尼，后)
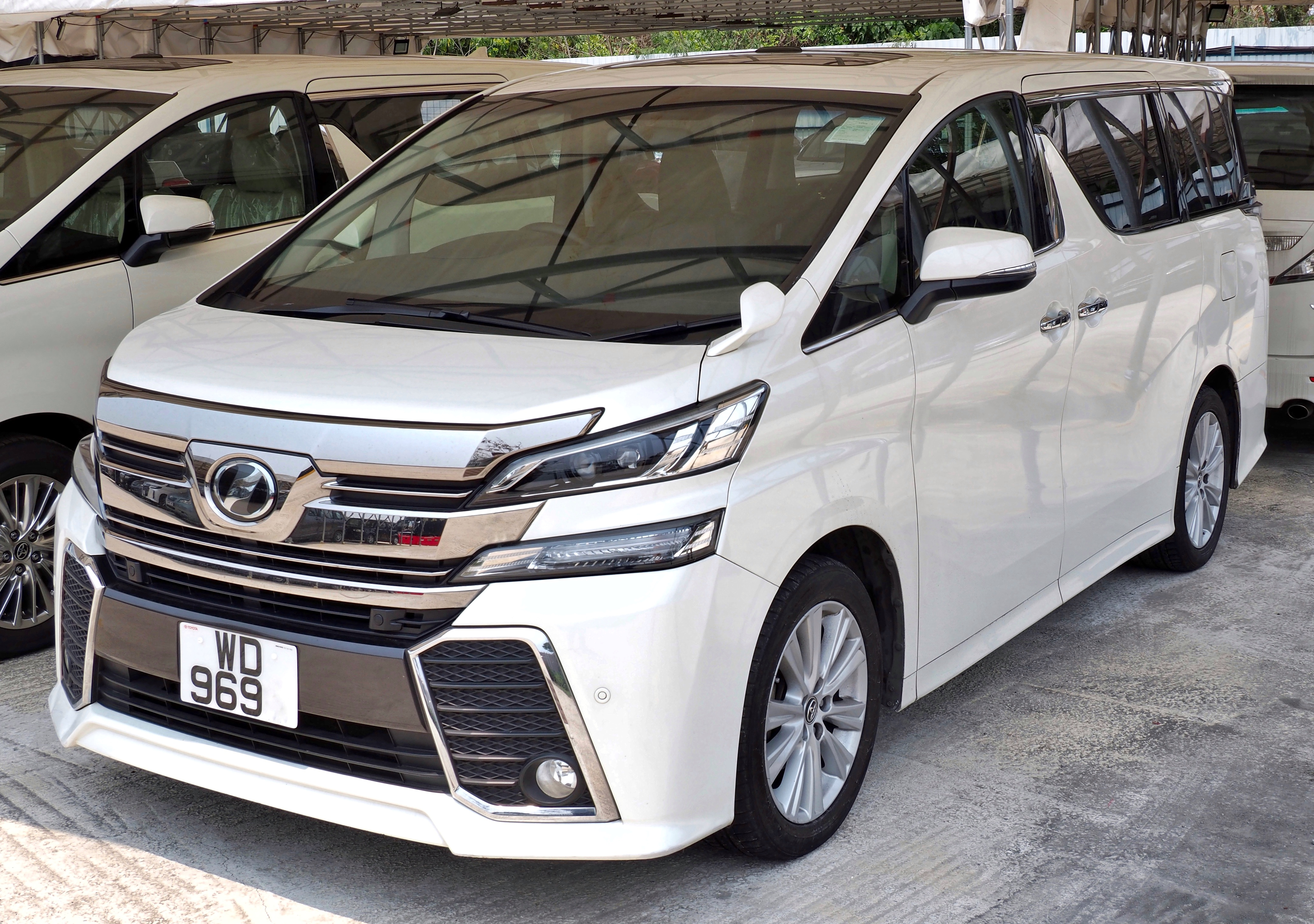
ZA车型 (2015年款式，香港)
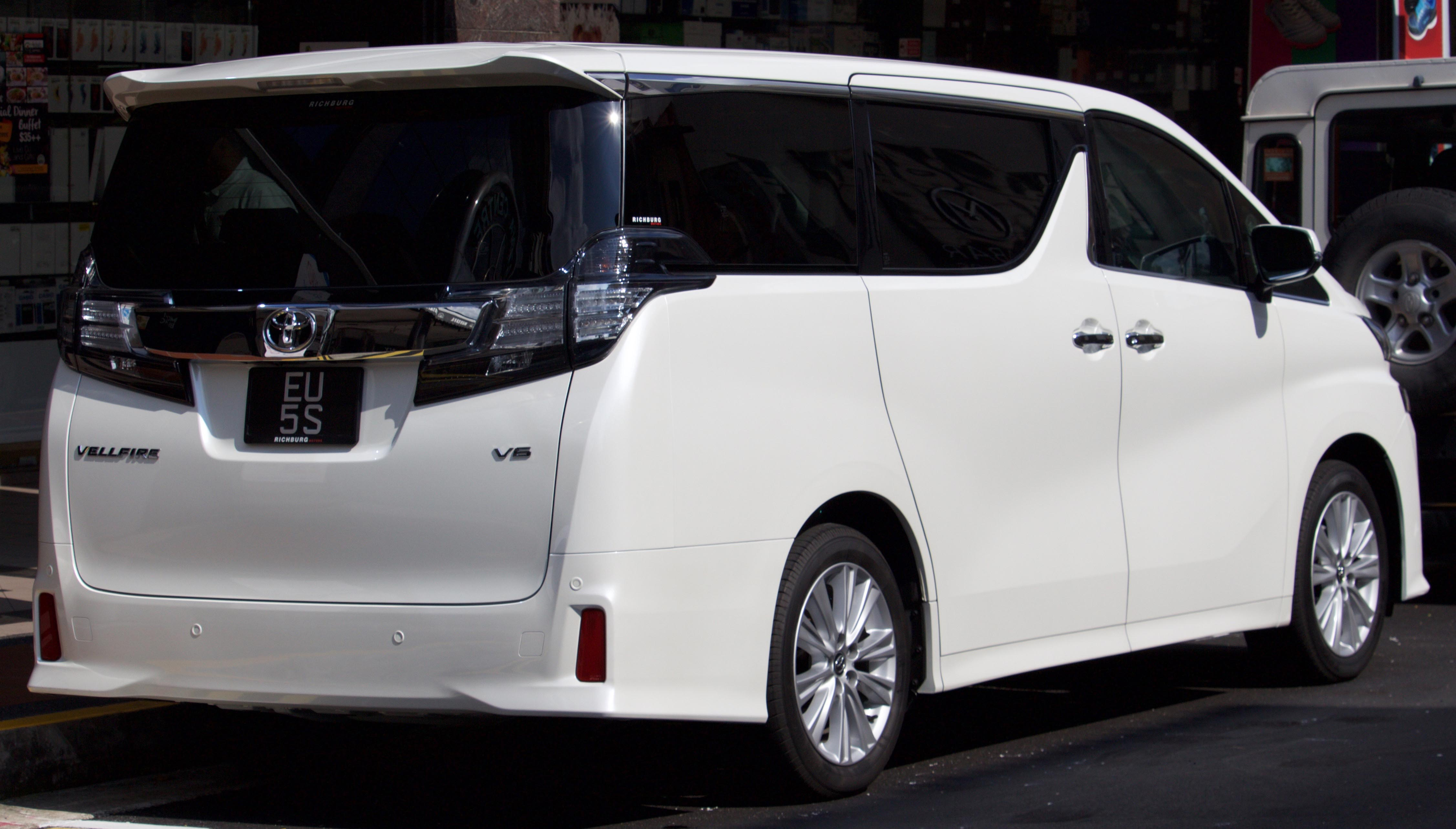
ZA车型 (2015年款式，新加坡)
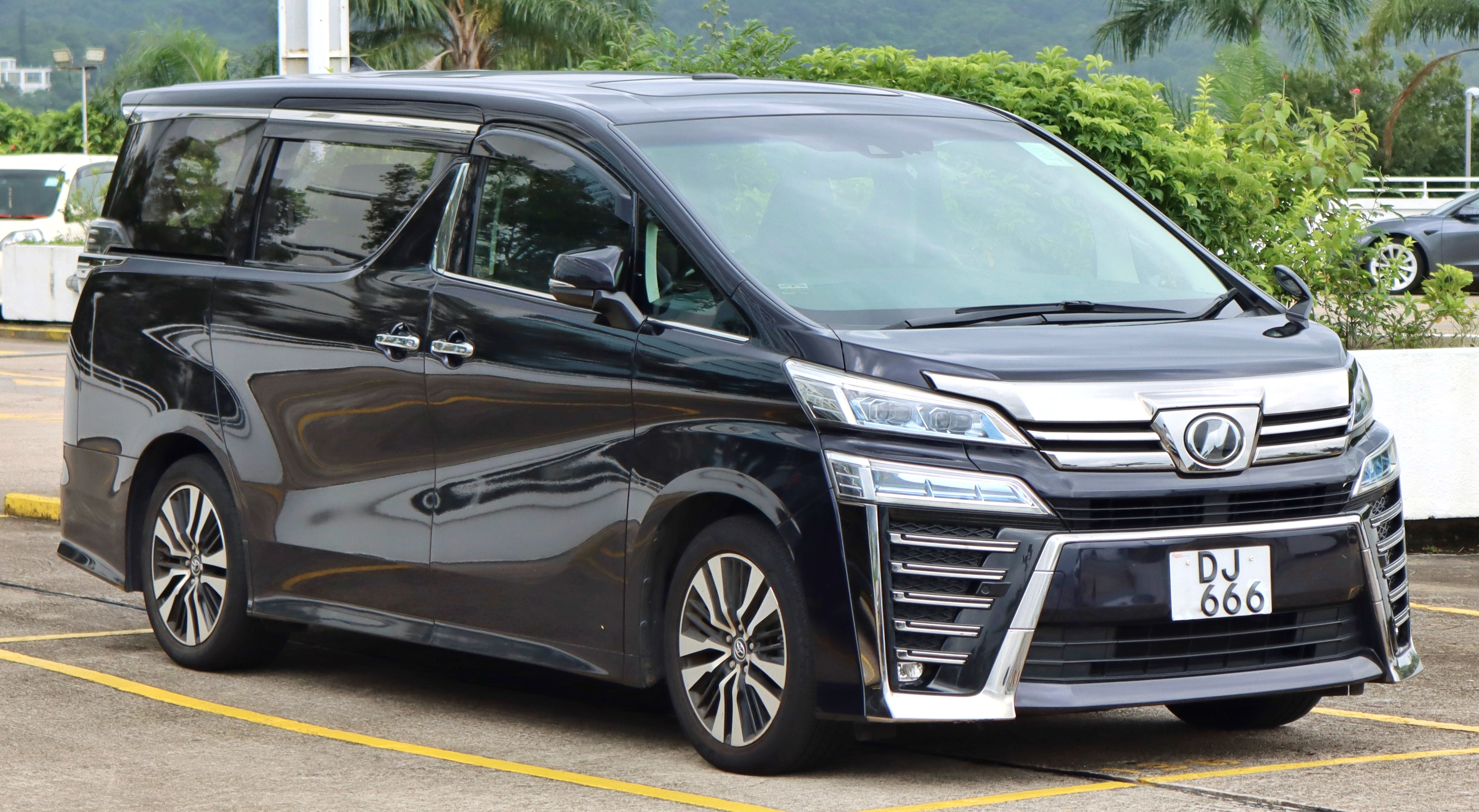
Z "G Edition"车型 (2018年款式，香港，前)
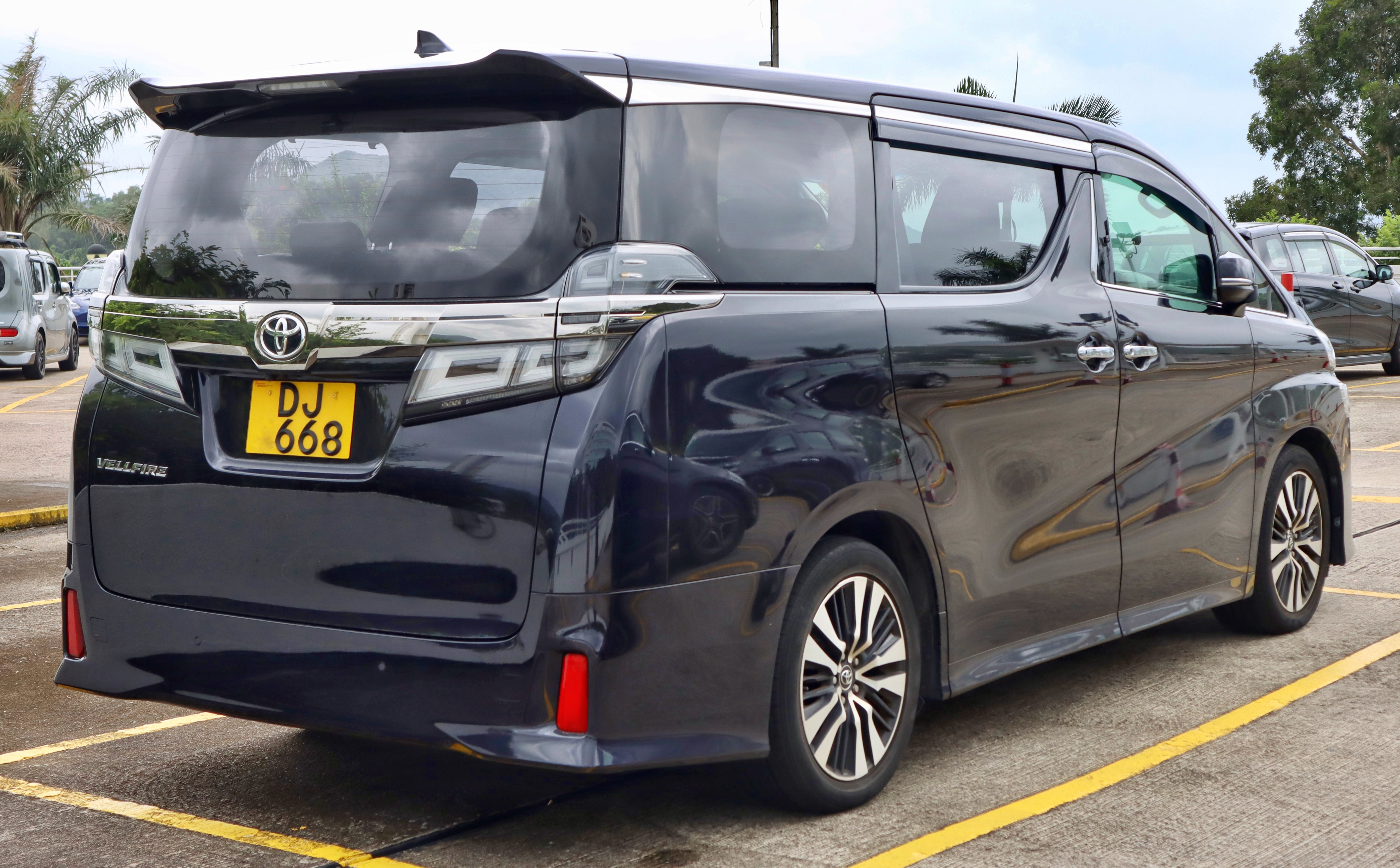
Z "G Edition"车型 (2018年款式，香港，后)
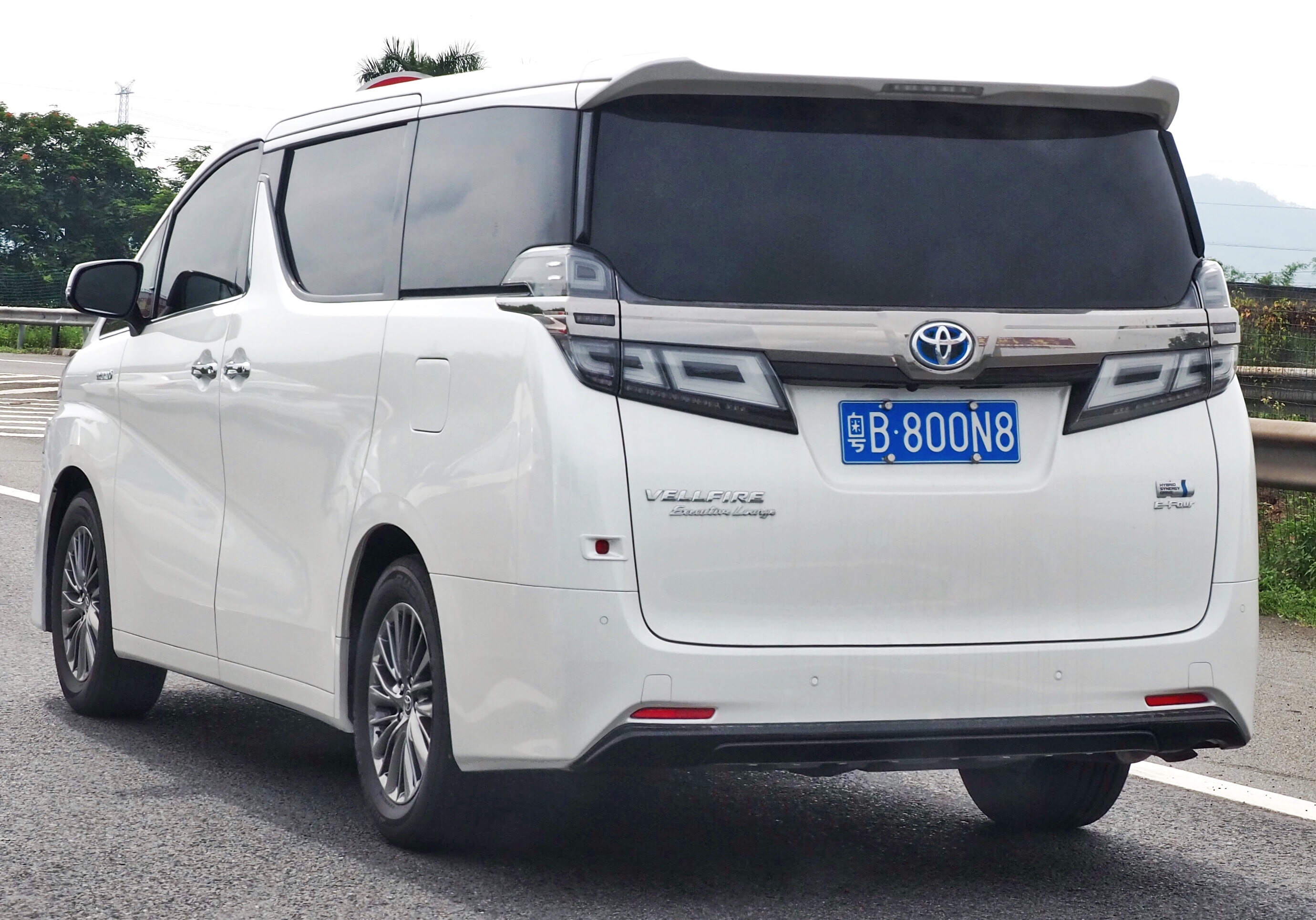
Hybrid Executive Lounge车型(2018年款式，中國大陆)

## 轶事
在动画《我的腦內戀礙選項》的第九集中由道樂宴驾驶，而他驾驶的威尔法甚至可以超过日產GT-R。

## 外部連結
- Toyota Japan Vellfire site （页面存档备份，存于）
- 凌志 LM （页面存档备份，存于）